# John T. Hughes
John T. Hughes (25 de julio de 1817 - 11 de agosto de 1862) fue coronel de la Guardia Estatal de Missouri y del Ejército Confederado durante la guerra civil estadounidense. También podría haber sido un general de brigada en el momento de su muerte, pero falta la documentación del nombramiento.

## Primeros años

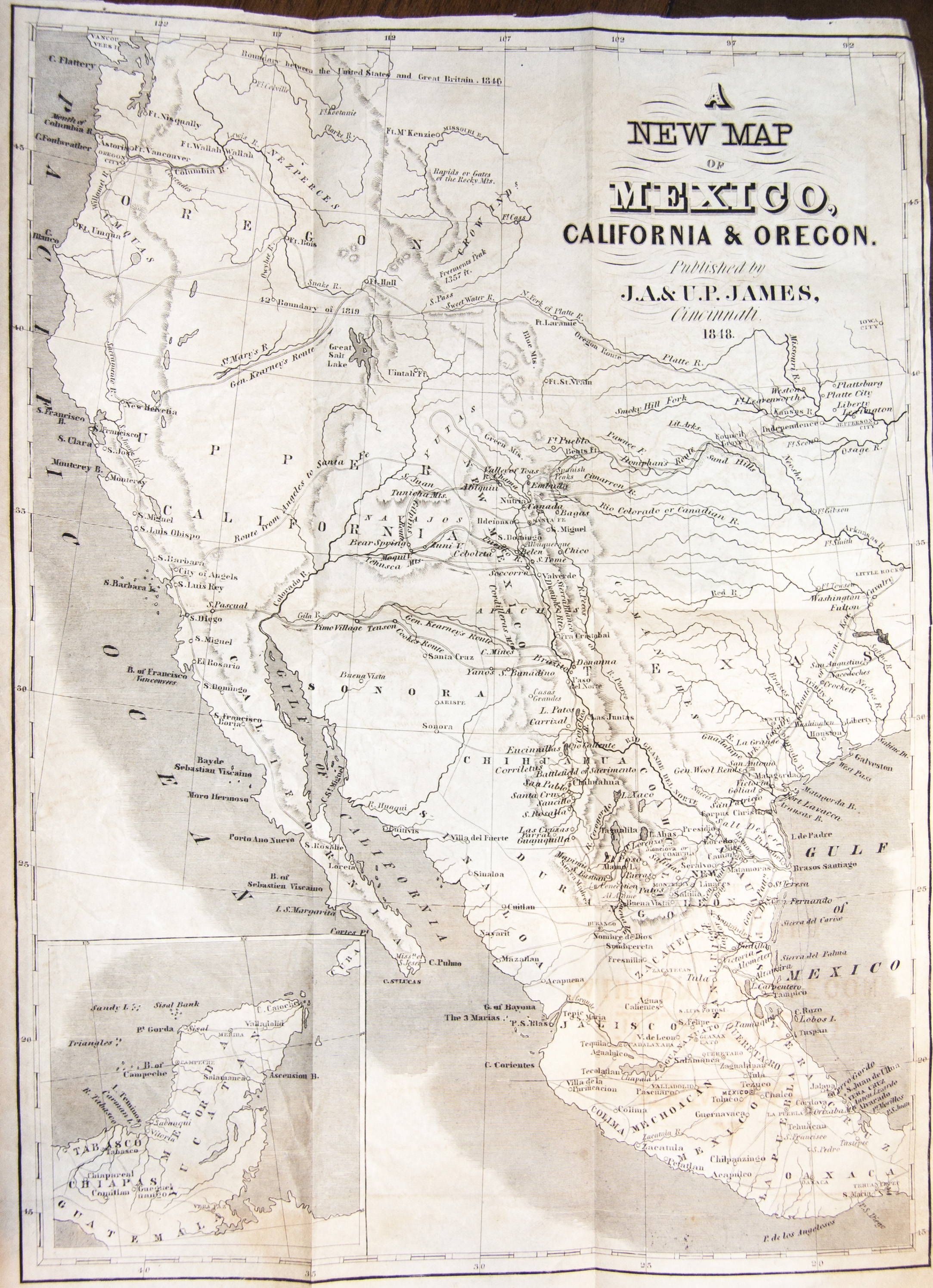
A New Map of Mexico, California & Oregon de Hughes

John Taylor Hughes nació el 25 de julio de 1817 cerca de Versailles, Kentucky. Sus padres son Samuel y Nancy (Price) Hughes. Su familia se mudó a Fayette, Misuri cuando él era muy joven. Se graduó en 1844 de Bonne Femme College y enseñó en la escuela hasta el estallido de la invasión a México en 1846. Se alistó como soldado raso en el 1.er Regimiento de Voluntarios Montados de Misuri de la expedición de Doniphan y escribió su relato personal de la caminata después de su licenciamiento en 1847.
El libro de Hughes proporcionó fama nacional y, tras su traslado a Plattsburg, Misuri en 1848, se convirtió en editor de un periódico del condado de Clinton, Misuri, superintendente escolar, coronel de la milicia y representante estatal en 1854. También fue plantador y propietario de esclavos.

## Guerra civil y muerte
Hughes era primo de Sterling Price y, al igual que Price, profesó el sindicalismo condicional hasta el caso de Camp Jackson, después de lo cual se unió a la Guardia Estatal de Misuri y fue elegido coronel del 1.er Regimiento, 4.ª División. Participó en la batalla de Carthage y la batalla de Wilson's Creek. Fue levemente herido en el Sitio de Lexington.
En la batalla de Pea Ridge en marzo de 1862, Hughes asumió el mando de una brigada del general de brigada herido William Yarnell Slack. Hughes regresó a Misuri en el verano de 1862 para reclutar para la Confederación. En este momento, pudo haber sido designado como general de brigada confederado interino o de la Guardia Estatal de Misuri. No se ha encontrado ningún registro del nombramiento, pero se le conocía como "general".
Él, sus reclutas y varias otras bandas de reclutamiento o partisanos se unieron para atacar la guarnición de Independence, Misuri el 11 de agosto de 1862 con Hughes al mando general. Durante esta batalla (la Primera Batalla de la Independencia), murió instantáneamente de un disparo en la cabeza mientras dirigía una carga, pero la ciudad fue capturada. Está enterrado en Woodlawn Cemetery en Independence. Dejó una esposa, Mary, y cinco hijos pequeños.